# Jake West
Jake West est un monteur, producteur, réalisateur et scénariste britannique né en 1972 au Royaume-Uni.

## Filmographie

### comme monteur
- 1998 : Razor Blade Smile
- 2000 : Sacred Flesh
- 2002 : Whacked
- 2002 : Day of Reckoning
- 2002 : Blow Job
- 2003 : Marked by the Devil: An Interview with Michael Armstrong (vidéo)
- 2003 : Behind the Walls (vidéo)
- 2003 : Telling Tales (vidéo)
- 2003 : Evil Dead: Dead Good Marketing (vidéo)
- 2003 : Shooting Blanks
- 2004 : Under the Skin: Doug Bradley on Hellraiser (vidéo)
- 2004 : Under the Skin: Doug Bradley on Hellraiser III - Hell on Earth (vidéo)
- 2004 : Under the Skin: Doug Bradley on Hellraiser II - Hellbound (vidéo)
- 2005 : Sheila Keith: A Nice Old Lady? (vidéo)
- 2005 : The King and I: An In-Depth Excavation of Bubba Ho-tep with Director Don Coscarelli (vidéo)
- 2005 : Courting Controversy (vidéo)
- 2005 : Inside Scan: The Takeover (vidéo)
- 2005 : Inside Scan: The New Order (vidéo)
- 2005 : Inside Scan: Scanners (vidéo)
- 2005 : Evil Aliens
- 2005 : Phantasmagorical Mystery Tour (vidéo)
- 2005 : Phantasmagoria (vidéo)
- 2009 : Doghouse

### comme producteur
- 1998 : Razor Blade Smile
- 2003 : Marked by the Devil: An Interview with Michael Armstrong (vidéo)

### comme réalisateur
- 1996 : M.I.A. (vidéo)
- 1998 : Razor Blade Smile
- 2002 : Whacked
- 2003 : Evil Dead: Dead Good Marketing (vidéo)
- 2003 : Bruce Campbell: Geek or God? (vidéo)
- 2003 : The Living Love the Dead! (vidéo)
- 2004 : Under the Skin: Doug Bradley on Hellraiser (vidéo)
- 2004 : Under the Skin: Doug Bradley on Hellraiser III - Hell on Earth (vidéo)
- 2004 : Under the Skin: Doug Bradley on Hellraiser II - Hellbound (vidéo)
- 2005 : Sheila Keith: A Nice Old Lady? (vidéo)
- 2005 : The King and I: An In-Depth Excavation of Bubba Ho-tep with Director Don Coscarelli (vidéo)
- 2005 : Courting Controversy (vidéo)
- 2005 : Inside Scan: The Takeover (vidéo)
- 2005 : Inside Scan: The New Order (vidéo)
- 2005 : Inside Scan: Scanners (vidéo)
- 2005 : Evil Aliens
- 2005 : Phantasmagorical Mystery Tour (vidéo)
- 2005 : Phantasmagoria (vidéo)
- 2006 : Pumpkinhead: Ashes to Ashes
- 2009 : Doghouse
- 2012 : The ABCs of Death (segment S is for Speed)

### comme scénariste
- 1998 : Razor Blade Smile
- 2002 : Frères de sang (Whacked)
- 2005 : Evil Aliens
- 2006 : Pumpkinhead: Ashes to Ashes

## Distinctions
- Mention honorable, lors du Festival du film fantastique de Suède en 1998 pour Razor Blade Smile.
- Meilleur film de série B et meilleur réalisateur de série B lors du B-Movie Film Festival en 1999 pour Razor Blade Smile.
- Prix vidéo, lors du festival Fantastic'Arts 2000 pour Razor Blade Smile.

## Festivals
Membre du jury courts-métrages, 6e Festival International du Film Fantastique d'Audincourt, 